# Beloslav
Beloslav (Bulgaars: Белослав) is een stad en een gemeente in Bulgarije. Beloslav is gelegen in oblast Varna en ligt ongeveer 16 km ten westen van Varna. 

## Geografie
De gemeente Beloslav is gelegen in het oostelijke deel van de oblast Varna. Met een oppervlakte van 60,079 km² is het de kleinste gemeente van de oblast (1,57% van het grondgebied). Bovendien is Beloslav de op vier na kleinste gemeente in Bulgarije - alleen Sopot, Kritsjim, Peroesjtitsa en Tsjelopetsj zijn kleiner. De grenzen zijn als volgt:
- in het noorden - gemeente Aksakovo;
- in het oosten - gemeente Varna;
- in het zuiden - gemeente Avren;
- in het noordwesten - gemeente Devnja.

## Bevolking
Op 31 december 2019 telde de stad Beloslav 7.226 inwoners, terwijl de gemeente Beloslav, samen met de nabijgelegen 3 kernen, 10.267 inwoners telde.

### Religie
De grootste religie is de Bulgaars-Orthodoxe Kerk. Volgens de volkstelling van februari 2011 identificeerde 82,5% van de respondenten zich met deze kerkgenootschap. Kleinere minderheden waren islamitisch, protestants of katholiek. Ongeveer 5% van de bevolking had geen religieuze overtuiging, terwijl de rest de vraag onbeantwoord heeft gelaten.
| Religieuze samenstelling in februari 2011 | Religieuze samenstelling in februari 2011 | Religieuze samenstelling in februari 2011 | Religieuze samenstelling in februari 2011 | Religieuze samenstelling in februari 2011 |
| ----------------------------------------- | ----------------------------------------- | ----------------------------------------- | ----------------------------------------- | ----------------------------------------- |
|                                           |                                           |                                           |                                           |                                           |
| Bulgaars-Orthodoxe Kerk                   | Bulgaars-Orthodoxe Kerk                   |                                           | 82,5%                                     | 82,5%                                     |
| Katholieke Kerk                           | Katholieke Kerk                           |                                           | 0,4%                                      | 0,4%                                      |
| Protestantisme                            | Protestantisme                            |                                           | 0,7%                                      | 0,7%                                      |
| Islam                                     | Islam                                     |                                           | 4,8%                                      | 4,8%                                      |
| Geen                                      | Geen                                      |                                           | 5,4%                                      | 5,4%                                      |
| Anders/ Onbekend                          | Anders/ Onbekend                          |                                           | 6,2%                                      | 6,2%                                      |

## Kernen
De gemeente Beloslav omvat naast de stad Beloslav ook de dorpen Ezerovo, Razdelna en Strasjimirovo.
| Plaats        | Cyrillisch   | Bevolking (2020) |
| ------------- | ------------ | ---------------- |
| Beloslav      | Белослав     | 7.206            |
| Ezerovo       | Езерово      | 1.682            |
| Razdelna      | Разделна     | 482              |
| Strasjimirovo | Страшимирово | 917              |
| Totaal        |              | 10.287           |

Aksakovo · Avren · Beloslav · Bjala · Dalgopol · Devnja · Dolni Tsjiflik · Provadia · Soevorovo · Valtsji Dol · Varna · Vetrino